# Besucherwindanlage Windfang
Koordinaten: 50° 48′ 24,8″ N, 6° 1′ 14,7″ O
Die Besucherwindanlage Windfang ist eine 1999 errichtete Windkraftanlage mit integrierter Aussichtskanzel im Euro Wind Park bei Vetschau im Westen von Aachen. Im Euro Wind Park stehen neun Windkraftanlagen mit je 1,5 bis 1,8 MW Leistung. Windfang ist vom Typ Enercon E-66 mit 66 m Nabenhöhe und 1,5 MW Leistung. Im Innern führt eine Wendeltreppe statt der sonst üblichen Leitern nach oben bis zu einer verglasten Aussichtsgondel in 63 m Höhe. Diese war bis 2023 für Besucher nach Anmeldung zugänglich. Die Anlage ist eine von derzeit mehreren Windkraftanlagen mit Aussichtsplattformen deutschlandweit.
Der Name Windfang entstand im Rahmen eines Wettbewerbs unter Aachener Schülerinnen und Schülern.

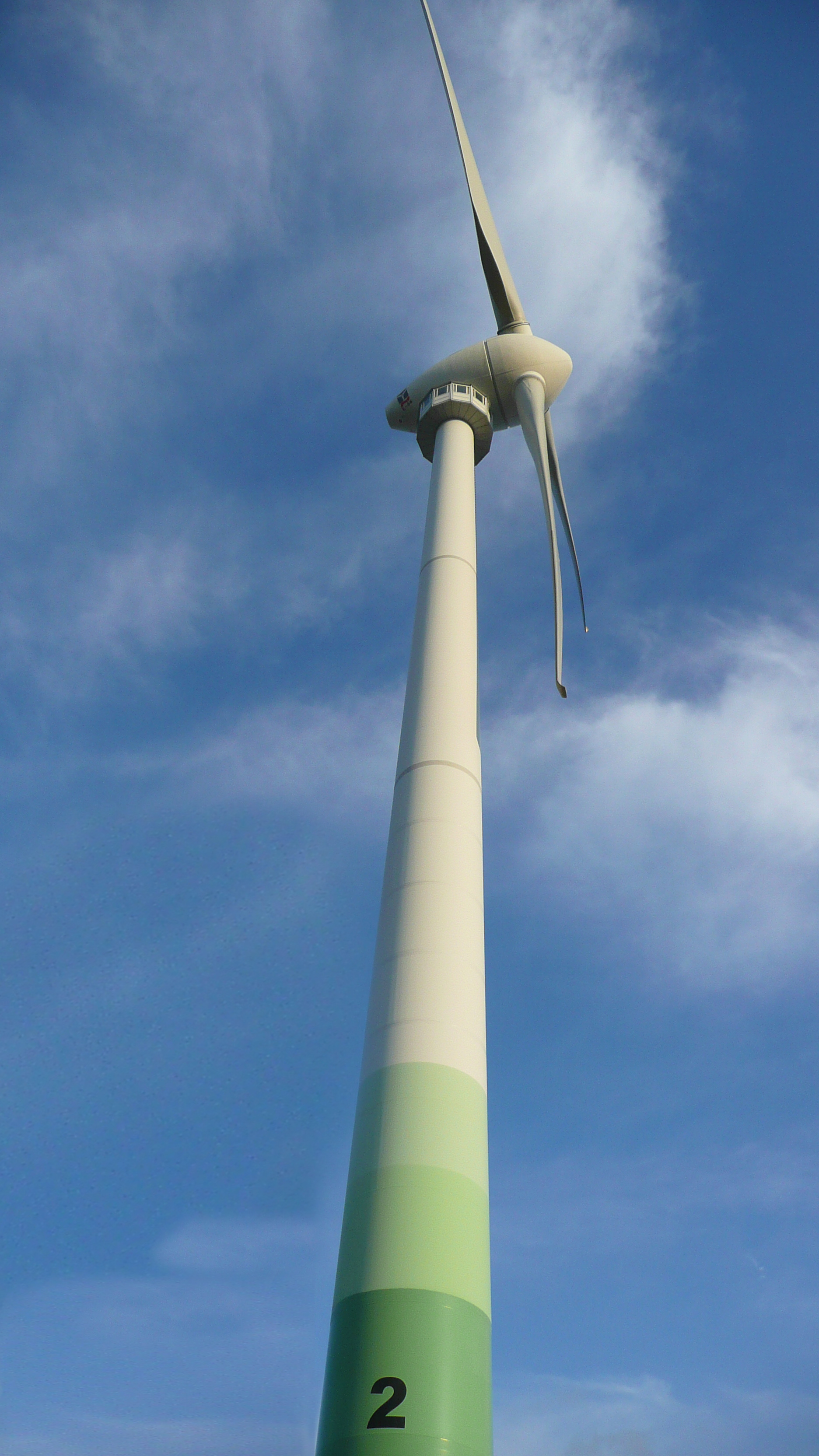
Windkraftrad mit Aussichtskanzel
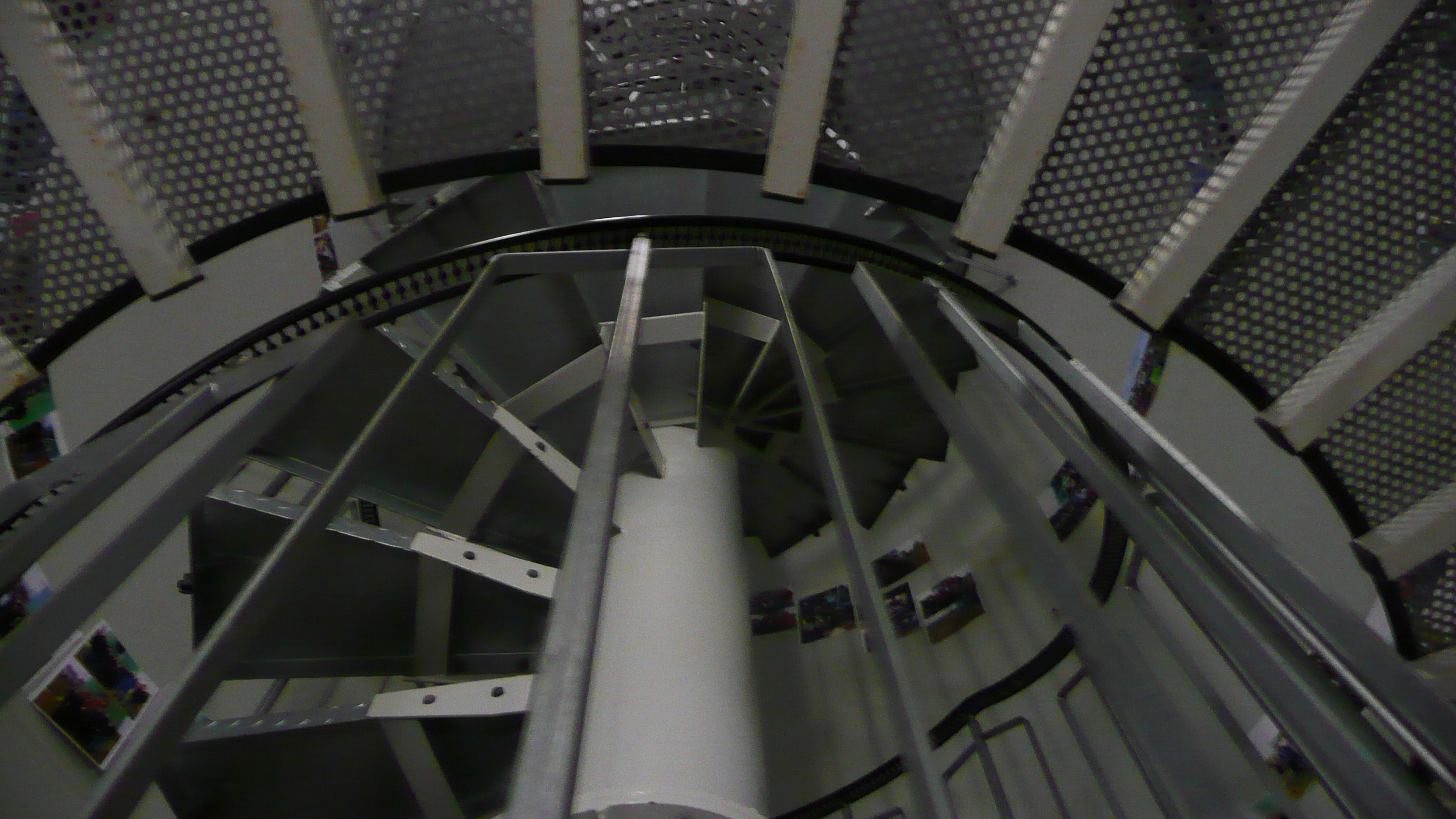
Wendeltreppe im Innern der Windkraftanlage
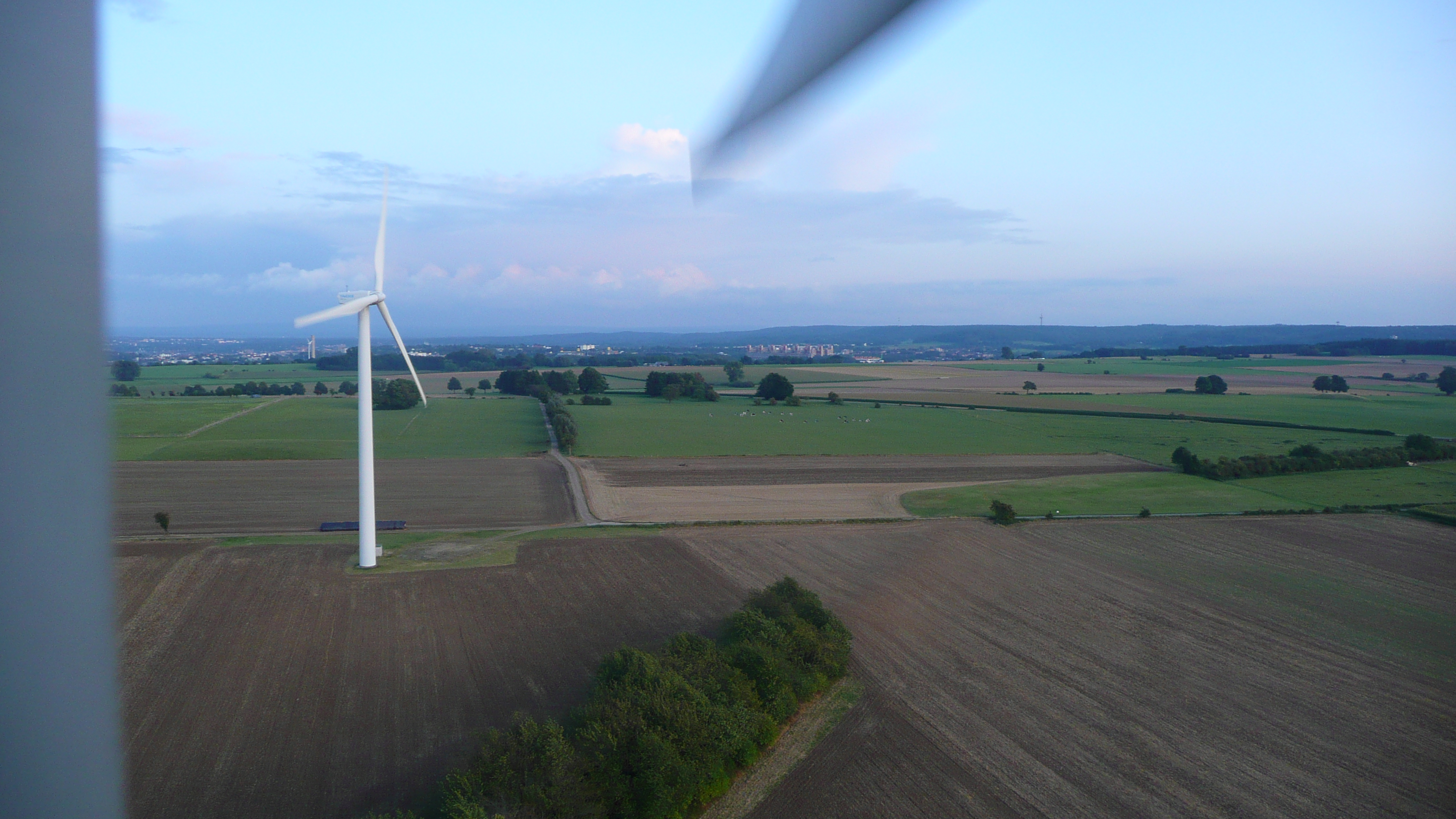
Blick von der Aussichtskanzel in Richtung Universitätsklinikum Aachen